# Mănăstirea Bogâltin
Mănăstirea Bogâltin este o mănăstire ortodoxă din România situată în satul Bogâltin, județul Caraș-Severin.